# Khỏa thân và tình dục

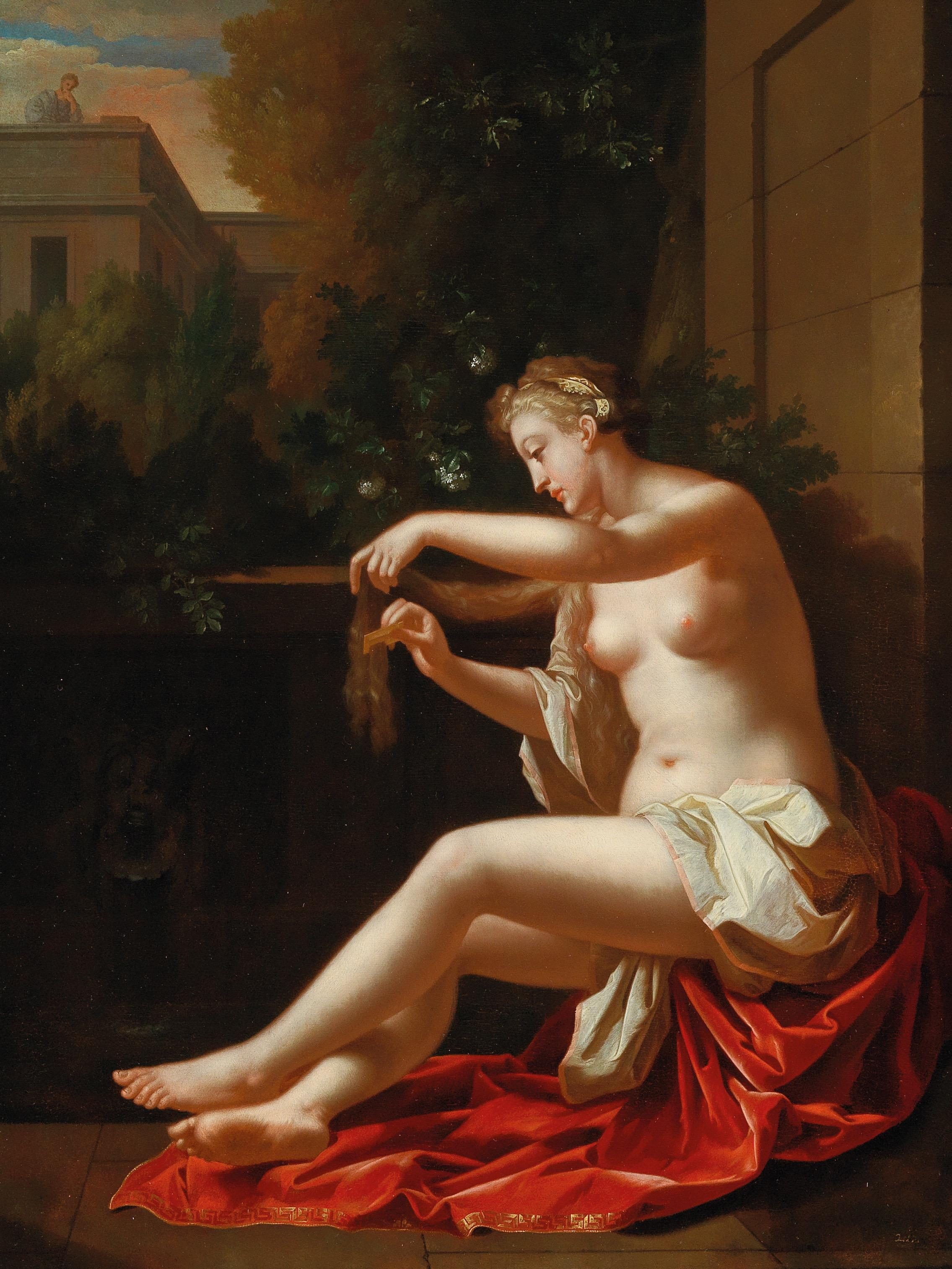
Cảnh nàng Bathsheba đang tắm, trong Kinh Thánh thì đây là câu chuyện chỉ về mối liên hệ giữa khỏa thân và tình dục

Khỏa thân và tình dục (Nudity and sexuality) chỉ về mối liên hệ giữa yếu tố khỏa thân (trần truồng, lõa lồ) và yếu tố tình dục. Khoả thân là một trong những đặc điểm sinh lý của con người vốn là loài duy nhất trong số các loài linh trưởng đã tiến hóa để trở nên không có lông. Tình dục của con người bao gồm các khía cạnh tâm sinh lý và xã hội của cảm xúc và hành vi tình dục. Trong nhiều xã hội, mối liên hệ chặt chẽ giữa yếu tố khoả thân và tình dục được coi là điều hiển nhiên. Các xã hội khác duy trì các tập tục truyền thống là để khỏa thân hoàn toàn hoặc có che một phần trong các mối quan hệ xã hội cũng như sự tiếp xúc riêng tư chẳng hạn như đi đến những bãi biển hoặc tắm xông hơi tại các spa. Ý nghĩa của yếu tố khỏa thân và tình dục vẫn còn mâu thuẫn, thường dẫn đến những hiểu lầm về văn hóa và các vấn đề tâm lý.

## Đại cương
Mối liên hệ giữa cơ thể khỏa thân và phản ứng tình dục được phản ánh trong luật cấm tiếp xúc không đứng đắn (và Phơi bày khiếm nhã) trong phần lớn các xã hội. Trên toàn thế giới, có một số xã hội công nhận một số địa điểm và hoạt động, mặc dù ở nơi công cộng, vẫn thích hợp để khỏa thân một phần hoặc toàn bộ. Chúng bao gồm các xã hội duy trì các chuẩn mực truyền thống về khoả thân phản ánh nguồn gốc của loài người và các xã hội hiện đại có nhiều người chấp nhận chủ nghĩa khỏa thân trong các hoạt động giải trí. Những người theo chủ nghĩa khỏa thân thường áp dụng một số hành vi, chẳng hạn như hạn chế tiếp xúc, động chạm vào cơ thể để tránh kích thích tình dục khi tham gia các hoạt động khỏa thân chung chẳng hạn như ở bãi biển khỏa thân.
Sự rụng lông của con người đến sự khỏa thân được cho là kết quả của lựa chọn tình dục, lần đầu tiên được Darwin đề xuất trong Hậu duệ của con người và Lựa chọn liên quan đến tình dục. Bằng cách chọn bạn tình có ít lông, con người đã tăng tốc những thay đổi được bắt đầu bởi chọn lọc tự nhiên. Lựa chọn tình dục cũng có thể giải thích việc số lông còn lại của con người tập trung ở vùng lông mu và nách, là nơi chứa pheromone, trong khi tóc trên đầu tiếp tục được giữ lại để bảo vệ con người khỏi ánh sáng Mặt Trời. Sự trần trụi cũng sẽ làm cho việc không có ký sinh trùng trên người trở nên rõ ràng hơn với bạn tình tương lai.. Sự kết hợp giữa không có lông và tư thế thẳng đứng cũng có thể giải thích sự nở rộng của bộ ngực phụ nữ như một tín hiệu hấp dẫn tình dục.
Đối với nhiều lý do xã hội, văn hóa và lịch sử của các công dân, các phương tiện truyền thông, và nhiều người khoả thân đương đại và các hội nhóm của họ thường đơn giản hóa các mối quan hệ giữa chủ nghĩa khỏa thân và tình dục. Nghiên cứu hiện nay đã bắt đầu khám phá mối quan hệ phức tạp này. Tại một số nước, khỏa thân chủ nghĩa bị coi là yếu tố gây gia tăng lượng tội phạm tình dục. Vấn đề khỏa thân trong tôn giáo cũng chỉ về một niềm tin tôn giáo rằng đàn ông không thể kiềm chế bản năng tình dục của mình khi nhìn thấy phụ nữ khỏa thân mà điển hình là những câu chuyện trong Kinh thánh kể về Bathsheba và Susanna cho thấy sự khơi dậy ham muốn tình dục ở nam giới khi họ nhìn thấy những phụ nữ đang tắm. Một số quan điểm khắt khe ở một số xã hội coi khỏa thân gắn với sự đồi trụy, trụy lạc, dâm ô, thiếu đứng đắn và đoan chính. Các khái niệm như ảnh khỏa thân, phim khiêu dâm (phim heo), vũ công thoát y với những người nam nữ trần như nhộng đều gắn với sự khiêu gợi tình dục hay khiêu dâm.
Một số người theo chủ nghĩa khỏa thân không duy trì bầu không khí phi tình dục này. Trong một bài báo năm 1991 trên tờ Off Our Backs, Nina Silver trình bày về sự xâm nhập của văn hóa tình dục chính thống vào một số nhóm theo chủ nghĩa khỏa thân ở Mỹ. Các khu nghỉ dưỡng khỏa thân có thể thu hút những người theo chủ nghĩa ghét phụ nữ hoặc Pedophilia những người không phải lúc nào cũng được xử lý thích đáng và một số khu nghỉ dưỡng có thể phục vụ cho trò "đổi vợ làm tình" hoặc có hành vi khiêu khích tình dục các sự kiện để tạo doanh thu hoặc thu hút thành viên. Trong nhiều xã hội, bầu vú gắn liền với việc nuôi dưỡng trẻ sơ sinh cũng như tình dục. Phong trào "topfreedom" thúc đẩy quyền bình đẳng cho phụ nữ được khỏa thân trên thắt lưng ở nơi công cộng trên cùng một cơ sở sẽ áp dụng cho nam giới trong cùng hoàn cảnh. Cho con bú nơi công cộng bị cấm ở một số khu vực pháp lý, không được quy định ở những nơi khác và được bảo vệ như một quyền hợp pháp ở những nơi khác. Khi cho con bú nơi công cộng là quyền hợp pháp, một số bà mẹ có thể miễn cưỡng cho con bú và một số khác lại phản đối việc này.

## Chú thích

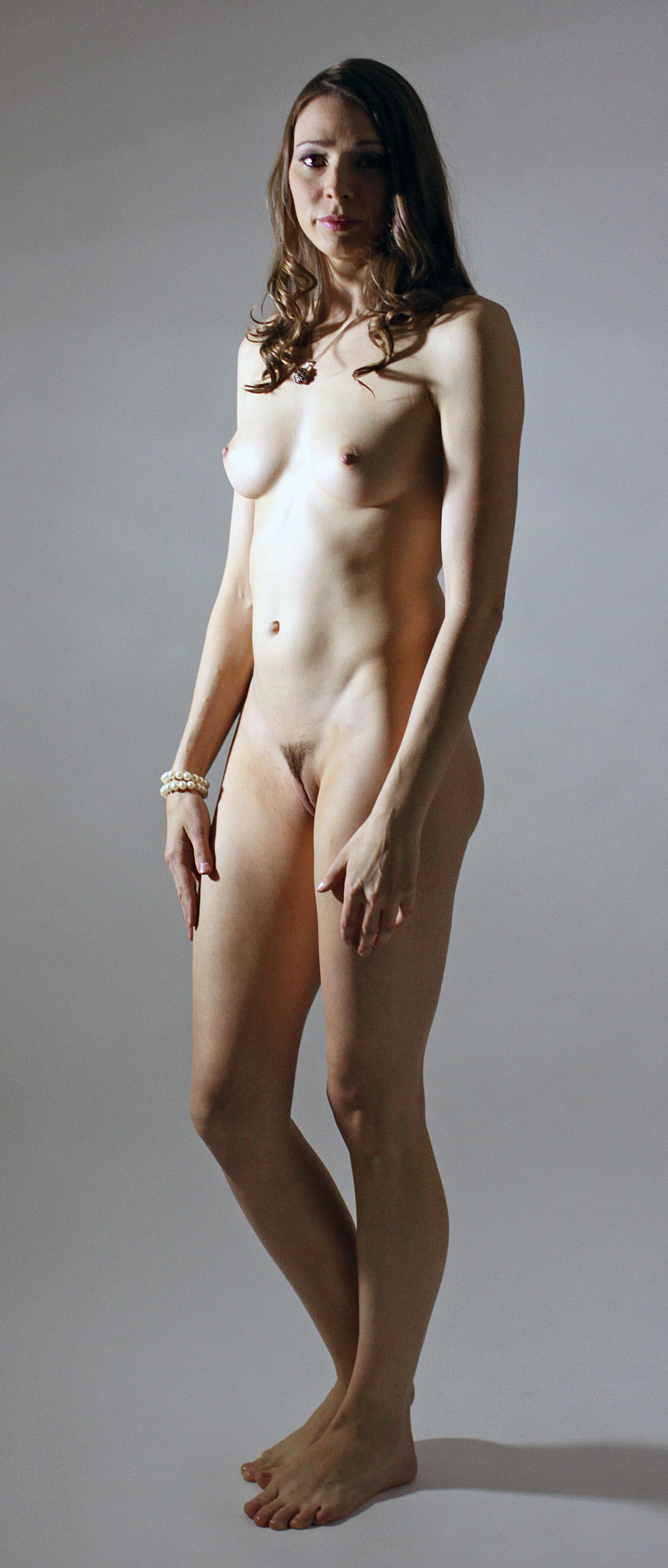
Một phụ nữ khỏa thân với bộ ngực và bộ phận sinh dục được trưng bày đầy đủ.

## Tham khảo

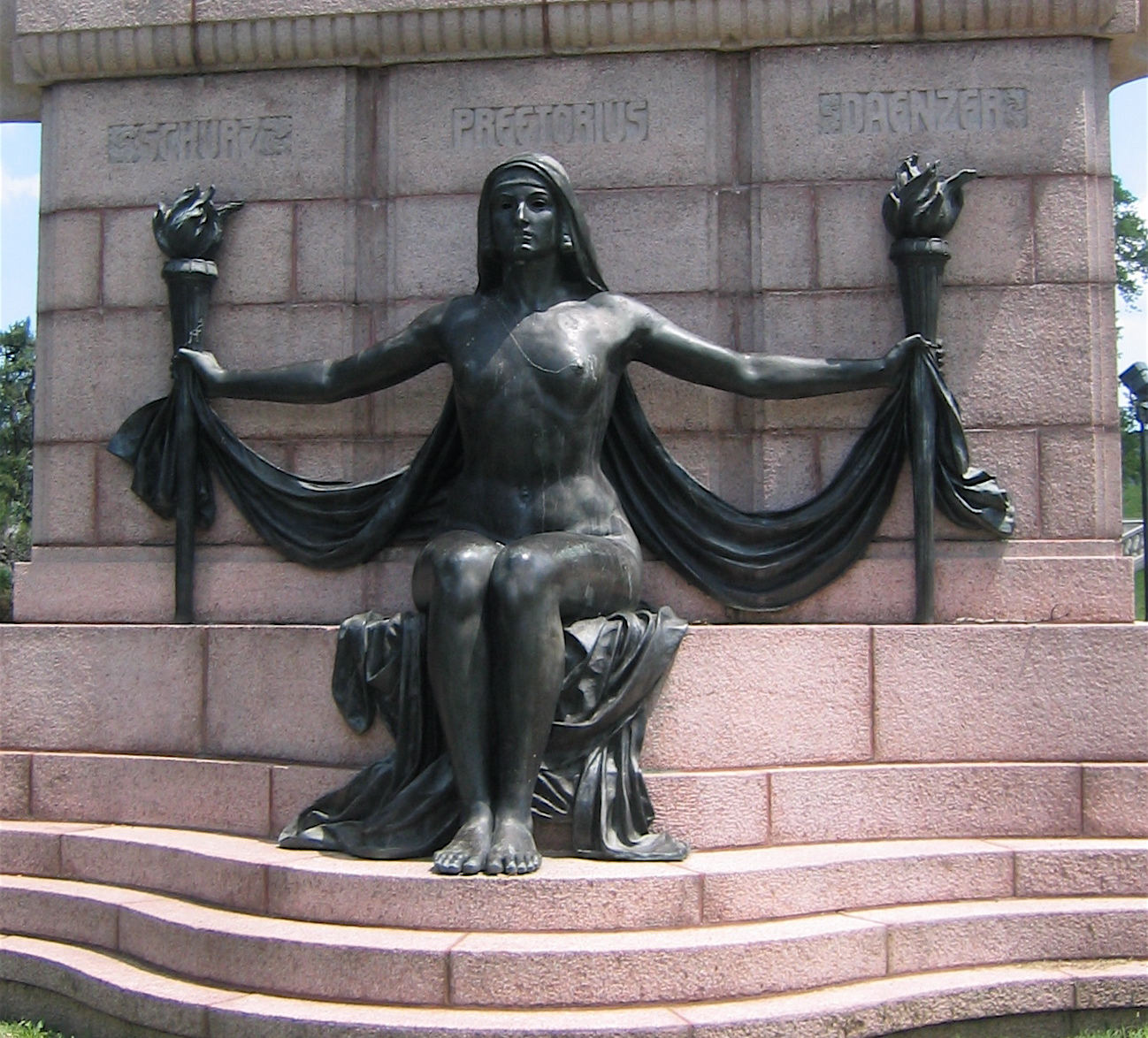
Tượng nữ nhân khỏa thân